# La lezione della storia
La lezione della storia è un saggio di Carlo Cassola,  pubblicato nella BUR nel 1978. 
Sulla copertina del saggio, come per  Ultima frontiera  e  Il gigante cieco , è riportata un'altra opera di Goya,  La fucilazione del 3 maggio 1808  e sotto la didascalia Dalla democrazia all'anarchia: una via per salvare l'umanità.

## Edizioni
- Carlo Cassola, La lezione della storia, Bur, 1978.